# Österreichische Bundesfinanzierungsagentur
Die Österreichische Bundesfinanzierungsagentur Ges.m.b.H. (OeBFA) handelt im Namen und auf Rechnung des Bundes und ist das Schatzamt der Republik Österreich. Sie steht zu 100 % im Eigentum des Bundes.

## Geschichte
Beheimatet ist die 1993 gegründete Agentur in Wien Innere Stadt. Geschäftsführer sind Markus Stix (seit Juni 2015) und Walter Jöstl (seit April 2019). Von 2008 bis 2015 stand Martha Oberndorfer dem Unternehmen vor. Thomas Steiner wechselte mit 1. Mai 2019 in das Direktorium der Nationalbank, als Geschäftsführer der Bundesfinanzierungsagentur folgte ihm Walter Jöstl nach.

## Aufgaben
Die zentrale Aufgabe der OeBFA ist es sicherzustellen, dass die Republik Österreich ihren Zahlungsverpflichtungen jederzeit nachkommen kann und – unter strikter Beachtung von Risikogrenzen – die Minimierung mittel- und langfristiger Kosten für die Steuerzahler. Die OeBFA hat darüber hinaus vom Bundesminister für Finanzen
den Auftrag, auch anderen Einheiten des Sektors Staat bestimmte Finanzierungs- und Beratungsdienstleistungen anzubieten, wenn dadurch ein gesamtstaatlicher Nutzen geschaffen werden kann.
Die rechtliche Grundlage für die Geschäftstätigkeit der OeBFA bildet das Bundesfinanzierungsgesetz (Bundesgesetz vom 4. Dezember 1992 BGBl.Nr. 763/1992 über die Verwaltung und Koordination der Finanz- und sonstigen Bundesschulden). Daneben sind aus dem Bundeshaushaltsgesetz (BHG) vor allem die § 16, § 21, § 40 und § 65 von Bedeutung.
Im Tagesgeschäft führt die OeBFA zum Beispiel folgende Tätigkeiten im Namen und auf Rechnung des Bundes aus: Aufnahme von Finanzschulden (u. a. durch Begebung österreichischer Bundesanleihen), Abschluss von Währungstauschverträgen und sonstigen Kreditoperationen, Verwaltung des bestehenden Schuldenportfolios, Durchführung von Kreditoperationen und Erstellung von Gutachten für Länder und Rechtsträger des Bundes nach Aufforderung des Bundesministers für Finanzen, Kapitalmarktkommunikation / Investor Relations und die zentrale Kassenverwaltung des Bundes. Mittel des Katastrophenfonds und der Siedlungswasserwirtschaft werden von der OeBFA veranlagt. Im Rahmen der e-Government-Initiative der österreichischen Bundesregierung bietet die OeBFA seit 2002 als Service am Bürger bundesschatz.at an.

## Kritik durch den Rechnungshof
In die Schlagzeilen geriet die Bundesfinanzierungsagentur im Zuge der Finanzkrise im Sommer 2009 durch den Rechnungshofbericht zu den Finanzierungsinstrumenten von Bund, Ländern und Gemeinden (Reihe Bund 2009/8). Darin wurde bekannt, dass die OeBFA im Rahmen der zentralen Kassenverwaltung des Bundes im Jahr 2007 in besicherte Geldmarktpapiere (ABCP) investiert hat, welche teilweise durch die US-Subprime-Krise stark gefährdet waren. Der mögliche Schaden für die Steuerzahler betrug laut Rechnungshof 380 Mio. Euro. Involviert waren dabei unter anderem die ehemaligen Finanzminister Karl-Heinz Grasser und Wilhelm Molterer, die jegliche Schädigung der Republik von sich wiesen.
Auch unter Berücksichtigung des schlussendlich realisierten Verlustes von 296 Mio. Euro hat die OeBFA der Republik Österreich zwischen 1993 und 2010 rund 6,3 Milliarden Euro an Zinsen erspart (=2,2 % des österreichischen BIP).
Auf Grund der Rechnungshofkritik wurde im April 2010 eine strikte Trennung zwischen den Bereichen Risiko und Bewertung beschlossen. Weitere seit damals per Gesetz umgesetzte Punkte sind das Vier-Augen-Prinzip, die Begrenzung der Kassenhaltung, Berücksichtigung von Reputationsrisiken bzw. ethischen Standards oder Einhaltung von Sorgfaltspflichten zur Bekämpfung von Geldwäscherei und Terrorfinanzierung.